# 尚贤乡
尚贤乡，是中华人民共和国江西省吉安市吉水县下辖的一个乡镇级行政单位。

## 行政区划
尚贤乡下辖以下地区：
金竹村、秧塘村、茶园村、路边村、米头村、王家村、东风村、华山村、桥头村、直坑村、南生村、丰山村和团结村。